# アジア系アメリカ人ジャーナリスト協会
アジア系アメリカ人ジャーナリスト協会（Asian American Journalists Association 略称AAJA）は、1981年に設立され、主にアジア系アメリカ人で構成された非営利団体。
サンフランシスコに拠点を設け、アメリカやアジア地域に、2012年8月時点で1600人以上の会員が在籍しているという。